# Рублёвая зона
Рублёвая зона — валютный союз, существовавший в 1991—1994 годах и объединявший государства, которые были образованы на основе бывших республик СССР и использовали в качестве общей валюты сначала рубль СССР, а затем российский рубль.
Проекты возрождения рублёвой зоны уже только на основе российского рубля получили название «рублёвая зона нового типа» (иногда просто «рублёвая зона») и предполагали возможность воссоздания на базе сначала Содружества независимых государств, затем Союзного государства России и Беларуси и наконец Евразийского Союза. В некоторых современных проектах идея воссоздания рублевой зоны основана на концепции рубля как региональной резервной валюты.
В настоящее время, помимо России, российский рубль в качестве законного средства платежа по формальному соглашению с Российской Федерацией используется в частично признанных Абхазии (с 1998 года) и Южной Осетии (с 2008 года). По соглашению с Казахстаном рубль используется в качестве средства платежа (параллельно с тенге) на территории комплекса «Байконур». Кроме того, без заключения формального соглашения с Россией рубль использовался в самопровозглашённых на территории Украины ДНР и ЛНР до их аннексии Россией.

## Появление и распад рублёвой зоны
Первоначально рублёвая зона была основана на использовании советского рубля, единственного законного средства платежа на территории всех пятнадцати республик СССР, которые в 1991 году одна за другой стали объявлять о своём суверенитете, но продолжали использовать общую валюту. Распад зоны начался в конце 1991 — начале 1992 года, когда Россия, Литва, Украина и некоторые другие государства ввели в параллельное наличное обращение собственные эрзац-валюты.
Одновременно происходили существенные изменения в безналичном денежном обращении, когда его стал регулировать не единый Государственный банк СССР, а центральные банки уже самостоятельных государств. В результате Центральный банк Российской Федерации, правопреемник Госбанка, по объективным причинам будучи не в состоянии контролировать предложение безналичных денег в соседних государствах, с 1 июля 1992 года ввёл особый порядок расчетов с центральными банками соседей. По сути это означало разделение зоны на 15 составляющих и появление российского, белорусского, казахского и т. п. безналичных рублей, между которыми стали устанавливаться рыночные соотношения (курсы конвертации).
Во второй половине 1992 — первой половине 1993 года как российский, так и советский наличные рубли оставались законными платёжными средствами на территории большинства бывших советских республик (кроме, Литвы и Латвии, которые объявили свои изначально эрзац-валюты единственными законными средствами платежа; Эстония при введении кроны сразу рассматривала её как полноценную национальную валюту и период параллельного обращения кроны с рублём следует рассматривать как переходный период введения национальной валюты, а не параллельного обращения базовой валюты и её суррогата).
Полное разделение наличного денежного обращения произошло в августе 1993 года, когда в России был произведён обмен советских и первых российских рублей на новые денежные знаки, которые и стали единственным законным средством платежа на территории Российской Федерации. В связи с тем, что в государства, которые до этого момента формально считались членами рублёвой зоны, ранее передавались почти исключительно старые российские рубли, в течение полугода все ввели собственные валюты или объявили ранее существовавшие эрзац-валюты единственными законными средствами платежа на территории своих государств. Единственным государством, которое после 1993 года продолжало использовать российский рубль в качестве национальной валюты, остался Таджикистан, но и он в мае 1995 года ввёл собственную денежную единицу.
12 января 1994 года в соответствии с Письмом ЦБ РФ № 73 «О некоторых вопросах организации валютного контроля и применения Инструкции „О порядке осуществления валютного контроля за поступлением в Российскую Федерацию валютной выручки от экспорта товаров“» в Общесоюзный классификатор валют были дополнительно включены следующие иностранные валюты (позже, в 1997 году, они вошли и в Классификатор клиринговых валют):
| Наименование валюты                     | Код ОКВ:1984 | Код ККВ ЦБ РФ |
| --------------------------------------- | ------------ | ------------- |
| Расчётные рубли Республики Беларусь     | 906          | X06           |
| Расчётные рубли Республики Казахстан    | 907          | X07           |
| Расчётные рубли Республики Узбекистан   | 908          | X08           |
| Расчётные рубли Республики Туркменистан | 909          | X09           |
| Расчётные рубли Республики Грузия       | 910          | X10           |
| Расчётные рубли Республики Армения      | 911          | X11           |
| Расчётные рубли Республики Азербайджан  | 912          | X12           |
| Расчётные рубли Республики Молдова      | 913          | X13           |
| Расчётные рубли Республики Таджикистан  | 914          | X14           |

Ранее эти денежные единицы с приведёнными кодами упоминались в Телеграмме ЦБ РФ от 16 июля 1993 г. № 126-93 «О возможности открытия корреспондентских счетов в банках государств — бывших республик Союза ССР». В телеграмме, в частности, сообщалось, что «Российские уполномоченные банки могут без дополнительного разрешения открывать корреспондентские счета в банках государств — бывших республик Союза ССР, официально не объявивших о введении собственной национальной валюты и продолжающих использовать рубль в качестве законного платёжного средства». При этом учёт средств на таких кор. счетах «ведётся в рублях… с применением расчётных курсов этих денежных единиц к российскому рублю, устанавливаемых Банком России. Российские коммерческие банки осуществляют операции с указанными средствами в пределах лимита открытой валютной позиции, установленного Банком России. По этим операциям применяется плавающий валютный курс валюты Российской Федерации к расчётным рублям соответствующих государств, определяемый спросом и предложением на валютных рынках».
Впервые ЦБ РФ установил официальные курсы по отношению к некоторым расчётным рублям государств рублёвой зоны 11 августа 1993 года:
- 10 расчетных рублей Беларуси — 5 руб. 00 коп.
- 10 расчетных рублей Казахстана — 6 руб. 70 коп.
- 10 расчетных рублей Молдовы — 6 руб. 70 коп.
- 10 расчетных рублей Туркменистана — 6 руб. 70 коп.
- 10 расчетных рублей Узбекистана — 6 руб. 70 коп.

## Рублёвая зона нового типа
Датой возникновения «рублёвой зоны нового типа» можно считать 7 сентября 1993 года, то есть дату подписания в Москве «Соглашения о практических мерах по созданию рублёвой зоны нового типа»; договаривающиеся стороны: Армения (дата ратификации 13 октября 1993), Беларусь, Казахстан, Россия, Таджикистан, Узбекистан.
На основании вышеуказанного документа было заключено несколько соглашений:
- «Соглашение об объединении денежной системы Республики Таджикистан с денежной системой Российской Федерации» (заключено в Москве 7 сентября 1993);
- «Соглашение об объединении денежной системы Республики Беларусь с денежной системой Российской Федерации» (заключено в Москве 8 сентября 1993);
- «Соглашение об объединении денежной системы Республики Узбекистан с денежной системой Российской Федерации» (заключено в Москве 10 сентября 1993);
- «Соглашение об объединении денежной системы Республики Армения с денежной системой Российской Федерации» (заключено в Москве 15 сентября 1993);
- «Соглашение об объединении денежной системы Республики Казахстан с денежной системой Российской Федерации» (заключено в Москве 23 сентября 1993).

Вышеуказанные документы имели формальный характер и не вступили в силу в установленное время.
О рублёвой зоне нового типа говорится и в более поздних международных документах, в частности, в «Договоре о создании Экономического союза» (Вместе с «Заявлением Украины в связи с Договором о создании Экономического союза» и «Протокольной записью о реализации Договора о создании Экономического союза») (подписан в Москве 24 сентября 1993). Договор вступил в силу для государств:
- Азербайджан, Беларусь — 14 января 1994;
- Кыргызстан — 18 февраля 1994;
- Туркменистан — 23 февраля 1994;
- Молдова — 10 мая 1994;
- Казахстан — 19 мая 1994;
- Узбекистан — 22 июня 1994;
- Армения — 26 июля 1994;
- Таджикистан — 20 декабря 1994;
- Россия — 28 марта 1995;
- Грузия — 14 января 1994; договор прекратил действие для Грузии в соответствии с Нотой МИД Грузии N 7/228-10 от 18 августа 2008 года (Дата выхода 18 августа 2009 год).

Как было указано в соглашении от 08.09.1993 «Об объединении денежной системы Республики Беларусь с денежной системой Российской Федерации», под рублёвой зоной нового типа «понимается общая для всех государств — участников денежная система, в которой законным платёжным средством в денежных расчётах является рубль, эмитируемый Центральным банком Российской Федерации, обеспечивается беспрепятственный перевод денежных средств между банками всех государств — участников рублёвой зоны, действуют единые правила валютного регулирования, применяется единый курс рубля по отношению к валютам третьих стран, для поддержания которого создается совместный фонд золото-валютных резервов и иных высоколиквидных банковских активов».

## Современная территория обращения российского рубля
В современную рублёвую зону входят Россия и два частично признанных государства — Абхазия и Южная Осетия. Последние неофициально использовали российский рубль в качестве национальных валют с момента провозглашения независимости, но формально на уровне двустороннего соглашения зафиксировали это право только в сентябре 2008 года.
Также согласно п. 3 ст. 13 Соглашения между Республикой Казахстан и Российской Федерации «О статусе города Байконур, порядке формирования и статусе его органов исполнительной власти» платёжным средством на территории комплекса Байконур являются национальные валюты Республики Казахстан и Российской Федерации. П. 14 той же статьи Соглашения устанавливает право плательщика на выбор валюты (российский рубль или тенге) при платежах между юридическими или физическими лицами.

## Хроника

### Хроника введения российского рубля
В данном разделе приводятся хроника и основные условия денежных реформ, проведённых на территории Российской Федерации в 1992—1993 годах. В результате этих реформ Россия вышла из рублевой зоны.
| Сроки проведения реформы | Основные условия реформы | Старая валюта    | Старая валюта | Отношение | Новая валюта     | Новая валюта |
| Сроки проведения реформы | Основные условия реформы | Название         | Код           | Отношение | Название         | Код          |
| ------------------------ | --- | ---------------- | ------------- | --------- | ---------------- | ------------ |
| 01.07.1992               | Введение особого режима безналичных расчётов между центральными банками стран рублёвой зоны, который разграничил безналичное денежное обращение этих государств | Рубль СССР       | SUR           | 1 : 1     | Российский рубль | RUR          |
| 14.07.1992               | Введение в наличное денежное обращение российского рубля, который до 26 июля 1993 года находился в параллельном обращении с советским рублём | Рубль СССР       | SUR           | 1 : 1     | Российский рубль | RUR          |
| 24.07.1993 — 26.07.1993  | Обмен советских (государственные казначейские билеты СССР, билеты Государственного банка СССР) и российских рублей (банкноты Банка России) образца 1961—1992 годов на банкноты образца 1993 года в течение трёх дней с ограничением суммы: не более 100 тыс. рублей для физических лиц и не более остатка кассы для юридических лиц | Рубль СССР       | SUR           | 1 : 1     | Российский рубль | RUR          |
| 24.07.1993 — 26.07.1993  | Обмен советских (государственные казначейские билеты СССР, билеты Государственного банка СССР) и российских рублей (банкноты Банка России) образца 1961—1992 годов на банкноты образца 1993 года в течение трёх дней с ограничением суммы: не более 100 тыс. рублей для физических лиц и не более остатка кассы для юридических лиц | Российский рубль | RUR           | 1 : 1     | Российский рубль | RUR          |

### Хроника введения национальных валют
Хроника отражает изменения только в наличном денежном обращении государств, образованных на базе республик бывшего СССР.
| Государство  | Первая национальная валюта, заменившая или дополнившая рубль | Первая национальная валюта, заменившая или дополнившая рубль | Первая национальная валюта, заменившая или дополнившая рубль | Первая национальная валюта, заменившая или дополнившая рубль | Первая национальная валюта, заменившая или дополнившая рубль | Первая национальная валюта, заменившая или дополнившая рубль | Первая национальная валюта, заменившая или дополнившая рубль | Первая национальная валюта, заменившая или дополнившая рубль | Последующие валюты                                                               | Источники             |
| Государство  | Название                                                     | Код ISO 4217                                                 | Курс к рублю                                                 | Введена                                                      | Аннулирован рубль СССР                                       | Объявлена ЕЗСП                                               | Получила код ISO 4217                                        | Заменена                                                     | Последующие валюты                                                               | Источники             |
| ------------ | ------------------------------------------------------------ | ------------------------------------------------------------ | ------------------------------------------------------------ | ------------------------------------------------------------ | ------------------------------------------------------------ | ------------------------------------------------------------ | ------------------------------------------------------------ | ------------------------------------------------------------ | -------------------------------------------------------------------------------- | --------------------- |
| Армения      | Драм (армянский)                                             | AMD                                                          | = 200 SUR / RUR                                              | 22.11.1993                                                   | 1993, ноябрь                                                 | 17.03.1994                                                   | 04.10.1994                                                   | —                                                            | —                                                                                | [ t 1 ] [ 23 ]        |
| Азербайджан  | Манат (азербайджанский)                                      | AZM                                                          | = 10 SUR / RUR                                               | 15.08.1992                                                   | 1993, июль—август                                            | 01.01.1994                                                   | 04.10.1994                                                   | 01.01.2006                                                   | Азербайджанский манат (5000 AZM : 1 AZN)                                         | [ t 2 ] [ 23 ]        |
| Беларусь     | Рубль (белорусский)                                          | (BYL)                                                        | = 10 SUR / RUR                                               | 25.05.1992                                                   | 1993, июль                                                   | 05.1994                                                      | (20.07.1994)                                                 | 20.08.1994                                                   | Белорусский рубль (10 BYL : 1 BYB)                                               | [ t 3 ] [ 25 ]        |
| Грузия       | Купон (грузинский)                                           | GEK                                                          | = 1 SUR / RUR                                                | 03.04.1993                                                   | 1993, август                                                 | 20.08.1993                                                   | 14.04.1994                                                   | 20.10.1995                                                   | Грузинский лари (1 000 000 GEK : 1 GEL)                                          | [ t 4 ] [ 26 ]        |
| Казахстан    | Тенге (казахский)                                            | KZT                                                          | = 500 SUR / RUR                                              | 15.11.1993                                                   | 1993, ноябрь                                                 | 15.11.1993                                                   | 17.05.1994                                                   | —                                                            | —                                                                                | [ 9 ] [ 27 ]          |
| Кыргызстан   | Сом (киргизский)                                             | KGS                                                          | = 200 SUR / RUR                                              | 10.05.1993                                                   | 1993, май                                                    | 10.05.1993                                                   | 27.07.1993                                                   | —                                                            | —                                                                                | [ t 5 ] [ 9 ] [ 29 ]  |
| Латвия       | Рубль (латвийский)                                           | LVR                                                          | = 1 SUR / RUR                                                | 07.05.1992                                                   | 1992, июль                                                   | 20.07.1992                                                   | 29.10.1992                                                   | 05.03.1993                                                   | Латвийский лат — 1993—2013 (200 LVR : 1 LVL)Евро — c 2014 (0,702804 LVL : 1 EUR) | [ t 6 ] [ 31 ]        |
| Литва        | Талон (литовский)                                            | LTT                                                          | = 10 SUR / RUR                                               | 01.05.1992                                                   | 1992, октябрь                                                | 01.10.1992                                                   | 10.12.1992                                                   | 25.06.1993                                                   | Литовский лит — 1993—2014 (100 LTT : 1 LTL) Евро — c 2015 (3,4528 LTL : 1 EUR)   | [ t 7 ] [ 32 ]        |
| Молдова      | Купон (молдавский)                                           | (MDC)                                                        | = 1 SUR / RUR                                                | 10.06.1992                                                   | 1993, июль                                                   | 09.08.1993                                                   | (03.12.1993)                                                 | 29.11.1993                                                   | Молдавский лей (1000 MDC : 1 MDL)                                                | [ t 8 ] [ 34 ]        |
| Россия       | Рубль (российский)                                           | RUR                                                          | = 1 SUR / RUR                                                | 14.07.1992                                                   | 1993, июль—август                                            | 26.07.1993                                                   | 10.12.1992                                                   | 01.01.1998                                                   | Российский рубль (1000 RUR : 1 RUB)                                              | [ t 9 ] [ 32 ]        |
| Таджикистан  | Рубль (таджикский)                                           | TJR                                                          | = 100 SUR / RUR                                              | 10.05.1995                                                   | 1994, январь                                                 | 10.05.1995                                                   | 12.07.1995                                                   | 30.10.2000                                                   | Таджикский сомони (1000 TJR : 1 TJS)                                             | [ 9 ] [ 35 ]          |
| Туркменистан | Манат (туркменский)                                          | TMM                                                          | = 500 SUR / RUR                                              | 01.11.1993                                                   | 1993, ноябрь                                                 | 01.11.1993                                                   | 21.09.1993                                                   | 01.01.2009                                                   | Туркменский манат (5000 TMM : 1 TMT)                                             | [ 9 ] [ 36 ]          |
| Узбекистан   | Купон, сум-купон (узбекский)                                 | (UZC)                                                        | = 1 SUR / RUR                                                | 15.11.1993                                                   | 1993, ноябрь                                                 | 15.11.1993                                                   | (12.07.1994)                                                 | 01.07.1994                                                   | Узбекский сум (1000 UZC : 1 UZS)                                                 | [ t 10 ] [ 9 ] [ 38 ] |
| Украина      | Купон, карбованец (украинский)                               | UAK                                                          | = 1 SUR / RUR                                                | 12.01.1992                                                   | 12.10.1992                                                   | 12.10.1992                                                   | 10.12.1992                                                   | 02.09.1996                                                   | Украинская гривна (100 000 UAK : 1 UAH)                                          | [ t 11 ] [ 32 ]       |
| Эстония      | Крона (эстонская)                                            | EEK                                                          | (= 0,125 DEM)                                                | 20.07.1992                                                   | 1992, июнь                                                   | 20.07.1992                                                   | 23.07.1992                                                   | 01.01.2011                                                   | Евро (15,6466 EEK : 1 EUR)                                                       | [ t 12 ] [ 41 ]       |

1. ↑  Центральный банк Республики Армения. Money cycle in the Republic of Armenia Архивная копия от 14 октября 2020 на Wayback Machine
2. ↑  Центральный банк Азербайджанской Республики. Официальный сайт Архивная копия от 14 марта 2010 на Wayback Machine: Разделы History Архивная копия от 25 сентября 2018 на Wayback Machine, History of the national currency Архивная копия от 25 сентября 2018 на Wayback Machine
3. ↑  Национальный банк Республики Беларусь. Официальный сайт Архивная копия от 23 февраля 2021 на Wayback Machine: Разделы «Банкноты и монеты Архивная копия от 5 февраля 2021 на Wayback Machine», «Деноминация национальной валюты Архивная копия от 26 августа 2015 на Wayback Machine», «Выведенные из обращения банкноты Национального банка Республики Беларусь: 50 копеек Архивная копия от 15 июня 2015 на Wayback Machine»
4. ↑  Национальный банк Грузии. Официальный сайт Архивная копия от 21 декабря 2010 на Wayback Machine: Раздел Banknotes, NBG today (недоступная ссылка)
5. ↑  Национальный банк Кыргызской Республики. Stages of the National Currency Development Архивная копия от 6 октября 2020 на Wayback Machine
6. ↑  Банк Латвии. Официальный сайт Архивная копия от 22 февраля 2011 на Wayback Machine: Раздел Restoration of the Latvian National Currency Архивная копия от 21 сентября 2013 на Wayback Machine
7. ↑  Банк Литвы. Официальный сайт Архивная копия от 10 октября 2006 на Wayback Machine: Раздел Key dates in the history of the Bank Архивная копия от 27 июня 2015 на Wayback Machine
8. ↑  Национальный банк Молдовы. Официальный сайт Архивная копия от 14 июня 2019 на Wayback Machine: Раздел «История Архивная копия от 20 марта 2015 на Wayback Machine»
9. ↑  Об изменении нарицательной стоимости российских денежных знаков и масштаба цен. Дата обращения: 27 июня 2014. Архивировано 4 марта 2016 года.
10. ↑  Центральный банк Республики Узбекистан. Официальный сайт Архивная копия от 30 июля 2016 на Wayback Machine: Раздел «Банкноты и монеты Архивировано 4 сентября 2012 года.  (недоступная ссылка с 24-05-2013 [4436 дней] — история, копия)»
11. ↑  Национальный банк Украины. Официальный сайт Архивная копия от 30 сентября 2019 на Wayback Machine: Раздел Banknotes and Coins Архивная копия от 6 мая 2016 на Wayback Machine; Указ от 7 ноября 1992 года Архивная копия от 16 апреля 2019 на Wayback Machine
12. ↑  Банк Эстонии. History of Eesti Pank Архивная копия от 1 декабря 2020 на Wayback Machine

### Схема распада рублёвой зоны
Схема отражает изменения только в наличном денежном обращении.
Денежные единицы, не упоминаемые в стандарте ISO 4217, выделены курсивом.
| / Россия                      | Рубль СССР (SUR) ↓ 1992 (июль) ↓ Российский рубль (RUR) ↓ | Рубль СССР (SUR) ↓ 1992 (июль) ↓ Российский рубль (RUR) ↓ | RUR / SUR ↓ 1993 (июль) ↓ RUR-93 ↓       | RUR / SUR ↓ 1993 (июль) ↓ RUR-93 ↓          | RUR-93 ↓                                    | RUR-93 ↑                                    | RUR-93 ↑                                    | Российский рубль (RUB; 1998, январь)        | Российский рубль (RUB; 1998, январь)        | Российский рубль (RUB; 1998, январь)    |                                         |                                         |                                         |                                         |                                         |                                     |                                     |                                     |                                     |                                     |                                     |                                     |
| Республика Абхазия            | Рубль СССР (SUR) ↓ 1992 (июль) ↓ Российский рубль (RUR) ↓ | Рубль СССР (SUR) ↓ 1992 (июль) ↓ Российский рубль (RUR) ↓ | RUR / SUR ↓ 1993 (июль) ↓ RUR-93 ↓       | RUR / SUR ↓ 1993 (июль) ↓ RUR-93 ↓          | RUR-93 ↓                                    | RUR-93 ↑                                    | RUR-93 ↑                                    | Российский рубль (RUB; 1998, январь)        | Российский рубль (RUB; 1998, январь)        | Российский рубль (RUB; 1998, январь)    |                                         |                                         |                                         |                                         |                                         |                                     |                                     |                                     |                                     |                                     |                                     |                                     |
| / Таджикистан                 | Рубль СССР (SUR) ↓ 1992 (июль) ↓ Российский рубль (RUR) ↓ | Рубль СССР (SUR) ↓ 1992 (июль) ↓ Российский рубль (RUR) ↓ | RUR / SUR ↓ 1993 (июль) ↓ RUR-93 ↓       | RUR / SUR ↓ 1993 (июль) ↓ RUR-93 ↓          | RUR-93 ↓                                    | Таджикский рубль (TJR; 1995, май) →         | Таджикский рубль (TJR; 1995, май) →         | Таджикский рубль (TJR; 1995, май) →         | Таджикский сомони (TJS; 2000, октябрь)      | Таджикский сомони (TJS; 2000, октябрь)  |                                         |                                         |                                         |                                         |                                         |                                     |                                     |                                     |                                     |                                     |                                     |                                     |
| Узбекистан                    | Рубль СССР (SUR) ↓ 1992 (июль) ↓ Российский рубль (RUR) ↓ | Рубль СССР (SUR) ↓ 1992 (июль) ↓ Российский рубль (RUR) ↓ |                                          | Сум (купон) (1993, ноябрь)                  | Узбекский сум (UZS; 1994, июль)             | Узбекский сум (UZS; 1994, июль)             | Узбекский сум (UZS; 1994, июль)             | Узбекский сум (UZS; 1994, июль)             | Узбекский сум (UZS; 1994, июль)             | Узбекский сум (UZS; 1994, июль)         |                                         |                                         |                                         |                                         |                                         |                                     |                                     |                                     |                                     |                                     |                                     |                                     |
| Армения                       | Рубль СССР (SUR) ↓ 1992 (июль) ↓ Российский рубль (RUR) ↓ | Рубль СССР (SUR) ↓ 1992 (июль) ↓ Российский рубль (RUR) ↓ | Армянский драм (AMD; 1993, ноябрь)       | Армянский драм (AMD; 1993, ноябрь)          | Армянский драм (AMD; 1993, ноябрь)          | Армянский драм (AMD; 1993, ноябрь)          | Армянский драм (AMD; 1993, ноябрь)          | Армянский драм (AMD; 1993, ноябрь)          | Армянский драм (AMD; 1993, ноябрь)          |                                         |                                         |                                         |                                         |                                         |                                         |                                     |                                     |                                     |                                     |                                     |                                     |                                     |
| НКР · (02.09.1991—28.09.2023) | Рубль СССР (SUR) ↓ 1992 (июль) ↓ Российский рубль (RUR) ↓ | Рубль СССР (SUR) ↓ 1992 (июль) ↓ Российский рубль (RUR) ↓ | Армянский драм (AMD; 1993, ноябрь)       | Армянский драм (AMD; 1993, ноябрь)          | Армянский драм (AMD; 1993, ноябрь)          | Армянский драм (AMD; 1993, ноябрь)          | Армянский драм (AMD; 1993, ноябрь)          | Армянский драм (AMD; 1993, ноябрь)          | Армянский драм (AMD; 1993, ноябрь)          |                                         |                                         |                                         |                                         |                                         |                                         |                                     |                                     |                                     |                                     |                                     |                                     |                                     |
| / Казахстан                   | Рубль СССР (SUR) ↓ 1992 (июль) ↓ Российский рубль (RUR) ↓ | Рубль СССР (SUR) ↓ 1992 (июль) ↓ Российский рубль (RUR) ↓ | Казахстанский тенге (KZT; 1993, ноябрь)  | Казахстанский тенге (KZT; 1993, ноябрь)     | Казахстанский тенге (KZT; 1993, ноябрь)     | Казахстанский тенге (KZT; 1993, ноябрь)     | Казахстанский тенге (KZT; 1993, ноябрь)     | Казахстанский тенге (KZT; 1993, ноябрь)     | Казахстанский тенге (KZT; 1993, ноябрь)     |                                         |                                         |                                         |                                         |                                         |                                         |                                     |                                     |                                     |                                     |                                     |                                     |                                     |
| / Туркменистан                | Рубль СССР (SUR) ↓ 1992 (июль) ↓ Российский рубль (RUR) ↓ | Рубль СССР (SUR) ↓ 1992 (июль) ↓ Российский рубль (RUR) ↓ | Туркменский манат (TMM; 1993, ноябрь) →  | Туркменский манат (TMM; 1993, ноябрь) →     | Туркменский манат (TMM; 1993, ноябрь) →     | Туркменский манат (TMM; 1993, ноябрь) →     | Туркменский манат (TMM; 1993, ноябрь) →     | Туркменский манат (TMM; 1993, ноябрь) →     | Новый манат (TMT; 2009, январь)             |                                         |                                         |                                         |                                         |                                         |                                         |                                     |                                     |                                     |                                     |                                     |                                     |                                     |
| / Грузия                      | Рубль СССР (SUR) ↓ 1992 (июль) ↓ Российский рубль (RUR) ↓ | Рубль СССР (SUR) ↓ 1992 (июль) ↓ Российский рубль (RUR) ↓ | Грузинский купон (GEK; 1993, апрель)     | →                                           | →                                           | Грузинский лари (GEL; 1995, октябрь) →      | Грузинский лари (GEL; 1995, октябрь) →      | Грузинский лари (GEL; 1995, октябрь) →      | Грузинский лари (GEL; 1995, октябрь) →      | Грузинский лари                         |                                         |                                         |                                         |                                         |                                         |                                     |                                     |                                     |                                     |                                     |                                     |                                     |
| Южная Осетия                  | Рубль СССР (SUR) ↓ 1992 (июль) ↓ Российский рубль (RUR) ↓ | Рубль СССР (SUR) ↓ 1992 (июль) ↓ Российский рубль (RUR) ↓ | Грузинский купон (GEK; 1993, апрель)     | →                                           | →                                           | Грузинский лари (GEL; 1995, октябрь) →      | Грузинский лари (GEL; 1995, октябрь) →      | Грузинский лари (GEL; 1995, октябрь) →      | Грузинский лари (GEL; 1995, октябрь) →      | Российский рубль (RUB; 2008, сентябрь)  |                                         |                                         |                                         |                                         |                                         |                                     |                                     |                                     |                                     |                                     |                                     |                                     |
| / Кыргызстан                  | Рубль СССР (SUR) ↓ 1992 (июль) ↓ Российский рубль (RUR) ↓ | Рубль СССР (SUR) ↓ 1992 (июль) ↓ Российский рубль (RUR) ↓ | Киргизский сом (KGS; 1993, январь)       | Киргизский сом (KGS; 1993, январь)          | Киргизский сом (KGS; 1993, январь)          | Киргизский сом (KGS; 1993, январь)          | Киргизский сом (KGS; 1993, январь)          | Киргизский сом (KGS; 1993, январь)          | Киргизский сом (KGS; 1993, январь)          | Киргизский сом (KGS; 1993, январь)      |                                         |                                         |                                         |                                         |                                         |                                     |                                     |                                     |                                     |                                     |                                     |                                     |
| Азербайджан                   |                                                           | Азербайджанский манат (1992, август)                      | Азербайджанский манат (1992, август)     | Азербайджанский манат (AZM; 1993, ноябрь) → | Азербайджанский манат (AZM; 1993, ноябрь) → | Азербайджанский манат (AZM; 1993, ноябрь) → | Азербайджанский манат (AZM; 1993, ноябрь) → | Азербайджанский манат (AZM; 1993, ноябрь) → | Азербайджанский манат (AZM; 1993, ноябрь) → | Азербайджанский манат (AZN; 2005)       |                                         |                                         |                                         |                                         |                                         |                                     |                                     |                                     |                                     |                                     |                                     |                                     |
| / Беларусь                    | Белорусский рубль («зайчики») (1992)                      | Белорусский рубль («зайчики») (1992)                      | Белорусский рубль («зайчики») (1992)     | →                                           | Белорусский рубль (BYB; 1994, июнь) →       | Белорусский рубль (BYB; 1994, июнь) →       | Белорусский рубль (BYB; 1994, июнь) →       | Белорусский рубль (BYB; 1994, июнь) →       | Белорусский рубль (BYB; 1994, июнь) →       | Белорусский рубль (BYR; 2001, январь) → | Белорусский рубль (BYR; 2001, январь) → | Белорусский рубль (BYR; 2001, январь) → | Белорусский рубль (BYR; 2001, январь) → | Белорусский рубль (BYR; 2001, январь) → | Белорусский рубль (BYR; 2001, январь) → | Белорусский рубль (BYN; 2016, июль) | Белорусский рубль (BYN; 2016, июль) | Белорусский рубль (BYN; 2016, июль) | Белорусский рубль (BYN; 2016, июль) | Белорусский рубль (BYN; 2016, июль) | Белорусский рубль (BYN; 2016, июль) | Белорусский рубль (BYN; 2016, июль) |
| ПМР                           | «Суворики» (1992)                                         | «Суворики» (1992)                                         | «Суворики» (1992)                        | →                                           | Приднестровский рубль (1994, август) →      | Приднестровский рубль (1994, август) →      | Приднестровский рубль (1994, август) →      | Приднестровский рубль (1994, август) →      | Приднестровский рубль (1994, август) →      | Приднестровский рубль (2004)            |                                         |                                         |                                         |                                         |                                         |                                     |                                     |                                     |                                     |                                     |                                     |                                     |
| Молдова                       | Молдавский купон (1992, июнь)                             | Молдавский купон (1992, июнь)                             | Молдавский купон (1992, июнь)            | Молдавский лей (MDL; 1993, ноябрь)          | Молдавский лей (MDL; 1993, ноябрь)          | Молдавский лей (MDL; 1993, ноябрь)          | Молдавский лей (MDL; 1993, ноябрь)          | Молдавский лей (MDL; 1993, ноябрь)          | Молдавский лей (MDL; 1993, ноябрь)          | Молдавский лей (MDL; 1993, ноябрь)      |                                         |                                         |                                         |                                         |                                         |                                     |                                     |                                     |                                     |                                     |                                     |                                     |
| / Украина                     | Украинский купон, карбованец (UAK; 1992)                  | Украинский купон, карбованец (UAK; 1992)                  | Украинский купон, карбованец (UAK; 1992) | →                                           | →                                           | →                                           | →                                           | Украинская гривна (UAH; 1996, сентябрь)     | Украинская гривна (UAH; 1996, сентябрь)     | Украинская гривна (UAH; 1996, сентябрь) | Украинская гривна (UAH; 1996, сентябрь) |                                         |                                         |                                         |                                         |                                     |                                     |                                     |                                     |                                     |                                     |                                     |
| Эстония                       | Эстонская крона (EEK; 1992, июнь)                         | →                                                         | →                                        | →                                           | →                                           | →                                           | →                                           | →                                           | →                                           | Евро (EUR; 2011, январь)                |                                         |                                         |                                         |                                         |                                         |                                     |                                     |                                     |                                     |                                     |                                     |                                     |
| Латвия                        | Латвийский рубль (LVR; 1992, май)                         | →                                                         | Латвийский лат (LVL; 1993, март) →       | Латвийский лат (LVL; 1993, март) →          | Латвийский лат (LVL; 1993, март) →          | Латвийский лат (LVL; 1993, март) →          | Латвийский лат (LVL; 1993, март) →          | Латвийский лат (LVL; 1993, март) →          | Латвийский лат (LVL; 1993, март) →          | Евро (EUR; 2014, январь)                |                                         |                                         |                                         |                                         |                                         |                                     |                                     |                                     |                                     |                                     |                                     |                                     |
| Литва                         | Литовский талон (LTT; 1992)                               | →                                                         | Литовский лит (LTL; 1993, июль) →        | Литовский лит (LTL; 1993, июль) →           | Литовский лит (LTL; 1993, июль) →           | Литовский лит (LTL; 1993, июль) →           | Литовский лит (LTL; 1993, июль) →           | Литовский лит (LTL; 1993, июль) →           | Литовский лит (LTL; 1993, июль) →           | Евро (EUR; 2015, январь)                |                                         |                                         |                                         |                                         |                                         |                                     |                                     |                                     |                                     |                                     |                                     |                                     |

| Советский рубль (SUR) и/или российский рубль (RUR) — единственное законное платёжное средство                      | Современная рублёвая зона; единственное законное платёжное средство — российский рубль (RUB) |
| Советский рубль (SUR) и/или российский рубль (RUR) находились в параллельном обращении с местной денежной единицей |                                                                                              |
| Национальная валюта — единственное законное платёжное средство                                                     | Еврозона                                                                                     |

1. 1 2 3  Банкноты и монеты Банка России образца 1993 года
2. 1 2 3 4  Непризнанное или частично признанное государство
3. ↑  До 20.08.1993 параллельное обращение с российским рублём
4. ↑  Неофициальное название советских и российских рублей с дополнительно наклеенными марками, обозначающими местный, приднестровский номинал денежного знака
5. ↑  До 17.07.1993 параллельное обращение с российским рублём
6. ↑  До 01.09.1992 параллельное обращение с российским рублём
7. ↑  До 20.07.1992 параллельное обращение с российским рублём
8. ↑  До 01.10.1992 параллельное обращение с российским рублём

### Межгосударственные соглашения, законы, другие нормативные акты
- Соглашение от 09.10.1992 «О единой денежной системе и согласованной денежно-кредитной и валютной политике государств, сохранивших рубль в качестве законного платёжного средства»
- «Соглашение о практических мерах по созданию рублёвой зоны нового типа» от 7 сентября 1993 года
- Соглашение стран СНГ от 08.09.1993 «Об объединении денежной системы Республики Беларусь с денежной системой Российской Федерации»
- Декларация о формировании Евразийского экономического союза (проект) (pdf). Евразийская экономическая комиссия. Дата обращения: 6 сентября 2012. Архивировано из оригинала 27 октября 2012 года.